# Asuka Terada
Asuka Terada (14 de enero de 1990) es una deportista de Japón que compite en atletismo.
Ganó una medalla de plata en el Campeonato Asiático de 2019, en la prueba de 100 m vallas. Participó en los Juegos Olímpicos de Tokio 2020, ocupando el sexto lugar en su serie preliminar de la prueba de 100 m vallas.